# الجمعية الدولية للتأتأة
الجمعية الدولية للتأتأة (ISA)، منظمة دعم دولية غير ربحية للأشخاص الذين يعانون من التلعثم. تأسست في لينشوبينغ، السويد، في يوليو 1995. رئيسها الحالي هي آنيا هيرده منذ 2019.

## العضوية
عضوية الجمعية الدولية للتأتأة متاحة للمنظمات الوطنية أو الدولية للمساعدة الذاتية للأشخاص الذين يعانون من التلعثم. ويمكن للأفراد أن يصبحوا أصدقاء خاصين غير مصوتين أو أعضاء فخريين.
أول الأعضاء الفخريين مدى الحياة في الجمعية الدولية للتأتأة هم جين فريزر من مؤسسة التأتأة الأمريكية وجوديث كوستر.

## المطبوعات
تصدر الجمعية نشرتها الإخبارية، ون فويس، مرة واحدة في السنة وهي مشروع مشترك مع الرابطة الأوروبية لجمعيات التأتأة.

## اليوم العالمي للتوعية بالتأتأة
تحتفل الجمعية الدولية للتأتأة باليوم العالمي للتوعية بالتأتأة (ISAD) بالتعاون مع الجمعية الدولية للطلاقة والرابطة الأوروبية لجمعيات التأتأة، والذي يتضمن مؤتمراً عبر الإنترنت حول التأتأة وحملة إعلامية، كل 22 أكتوبر.